# Biobrick
Biobrick, standardowe części biologiczne – format występujący w biologii syntetycznej opisujący sekwencje DNA. Pozwala on na precyzyjne zdefiniowanie struktury oraz biologicznej funkcji tej sekwencji. Posiadają one takie same cechy użytkowe ponadto większość z nich jest zoptymalizowana do działania w organizmie Escherichia coli. Powstanie tego standardu jest przykładem starań mających na celu promowanie podstawowych zasad biologii syntetycznej: standaryzacji i uniwersalności mających na celu stworzenie jednolitego "interfejsu" pozwalającego na sprawne projektowanie i budowanie większych układów biologicznych bazujących na odpowiednich sekwencjach DNA.

## Historia
Części w formacie Biobrick zostały opracowane przez Toma Knighta, Drewa Andy'ego oraz Christophera Voigta. Ponadto został stworzony rejestr  zawierający zarówno informacje jak i oczyszczone DNA dla kilku tysięcy sekwencji. Odbywający się co roku konkurs IGEM promuje wykorzystanie tych sekwencji w biologii syntetycznej.

## Właściwości
Każdy Biobrick to sekwencja DNA znajdująca się na kolistym plazmidzie. Fragment DNA o określonej funkcji jest oflankowany po obu stronach przez ściśle określone sekwencje nie związane w żaden sposób z istotną biologicznie sekwencją. Te graniczne fragmenty zawierają miejsca cięcia dla odpowiednich enzymów restrykcyjnych. Pierwotnie było to 5 enzymów: EcoRI, NotI oraz XbaI na 5' końcu sekwencji oraz SpeI, NotI oraz PstI na 3' końcu. Obecnie pojawiło się jednak kilka wariantów, dopuszczających użycie innych enzymów. Powstały one głównie z powodu konieczności tworzenia białek fuzyjnych, co było utrudnione w pierwotnym standardzie. Odpowiednio dobierając enzymy oraz wykorzystując fakt, że PstI oraz SpeI tworzą kompatybilne ze sobą końce możliwe jest łatwe budowanie dużych układów genetycznych z części składowych.
W zależności od stopnia złożoności można wyróżnić trzy rodzaje sekwencji "części", "urządzenia" oraz "systemy". Części stanowią najprostsze elementy posiadające podstawowe funkcje biologiczne (sekwencje kodujące białka, promotory itp.). Urządzenia zbudowane są z kilku części i pełnią one zdefiniowaną przez konstruktora rolę taką jak produkcja białka regulującego ekspresję genów w odpowiedzi na bodziec chemiczny w środowisku. Natomiast systemy odpowiedzialne są za zadania wyższego rzędu jak np. zmiana profilu metabolicznego organizmu.

## Zastosowania
Jednym z celów stworzenia tego formatu było zapewnienie dobrych podstaw pod nanotechnologię związaną z biologią molekularną. Dużo bardziej odległą perspektywą związaną z tym projektem jest tworzenie całkowicie syntetycznych form życia, których genomy byłyby oparte na takich standardowych częściach.